# 렛츠런팜 제주
렛츠런팜 제주는 한국마사회가 설립한 대한민국의 경주마 목장이다. 65만여 평의 부지에 마사, 초지, 의료시설을 갖추고 대한민국의 마필생산과 육성을 담당하고 있다. 이 곳에서는 심사가 끝난 어린 말을 육성하는 역할과 교배를 통한 경주마 생산이 함께 이루어지고 있다. 교배지역, 육성지역, 놀이지역 등 3개 지역으로 나뉘어 있으며 육성마사와 실내원형마장, 워킹머신 등의 육성조교시설이 갖춰져 있다. 놀이지역 내에는 물레방아와 벽천폭포, 분수대, 말을 테마로 한 조각상 등이 조성되어 있다.

## 소재지
- 제주특별자치도 제주시 조천읍 남조로 1649-48